# Honorata Mroczek
Honorata Michalina Mroczek (* 17. Juni 1930 in Krakau als Honorata Marcińczak; † 30. Juli 2022 ebenda) war eine polnische Turnerin.

## Karriere
Honorata Mroczek begann 1948 mit dem Turnsport. Sie nahm an den Weltmeisterschaften 1950 und 1954 teil. Zudem nahm sie an den Olympischen Sommerspielen 1952 an allen Geräten teil. Mroczek erzielte mit Platz 51 im Wettkampf am Stufenbarren ihr bestes Resultat. 
Nach ihrer Karriere war sie als Trainerin und Kampfrichterin im Turnsport aktiv.
Mroczek verstarb am 30. Juli 2022 im Alter von 92 Jahren.